# Angus Deaton
Sir Angus Stewart Deaton (Edimburgo, 19 ottobre 1945) è un economista britannico. Ha ottenuto il premio Nobel per l'economia nel 2015.

## Biografia
Ha studiato al Fettes College di Edimburgo, poi all'Università di Cambridge, dov'è stato Fellow al Fitzwilliam College e ricercatore sotto la guida di Richard Stone e di Terry Barker nel dipartimento di Economia Applicata. Deaton ha insegnato econometria all'Università di Bristol, per poi passare all'Università di Princeton nel 1983 chiamato su segnalazione di John P. Lewis già Dean della Woodrow Wilson School of Public and International Affairs (WWS). Attualmente è professore di Economia e Affari Internazionali alla WWS e al Dipartimento di Economia a Princeton.

## Studi
Il primo lavoro noto di Deaton riguardava lo Almost Ideal Demand System, sviluppato con John Muellbauer, che descrive in maniera elegante la domanda del consumatore. Nel 1978, Deaton è stato il primo vincitore della medaglia Frisch, un premio della Econometric Society assegnato ogni due anni ad un lavoro pubblicato sulla rivista Econometrica. Deaton è un Fellow della Econometric Society, Corresponding Fellow della British Academy, e Fellow della American Academy of Arts and Sciences.
Ha formulato il Paradosso di Deaton, basato sull'osservazione dell'eccessiva regolarità del consumo di fronte a shock inattesi del reddito permanente. In aggiunta all'analisi sui consumi dei nuclei familiari a livello microeconomico, l'area di ricerca di Deaton include studi sulla misura della povertà, l'economia della salute e lo sviluppo economico.

### Riconoscimenti
Ha ricevuto lauree ad honorem dall'Università Tor Vergata di Roma, dallo University College di Londra e dalla University of St. Andrews. Nel 2007 è stato eletto Presidente dell'American Economic Association. Nel 2011 ha vinto il premio della BBVA Foundation Frontiers of Knowledge Award of Economics, Finance and Management per il fondamentale contributo alla teoria del consumo e del risparmio e per la misura del benessere economico. Deaton ha anche sviluppato un metodo per misurare la povertà.
Il 12 ottobre 2015, l'Accademia reale svedese delle scienze ha deciso di premiare Deaton con il Premio Nobel per l'Economia "per le sue 
analisi sui consumi, sulla povertà e sul welfare".

## Opere
- Economics and Consumer Behavior, New York: Cambridge University Press. (450 pp.) (with J.Muellbauer).
- Understanding Consumption, Oxford. Clarendon Press, 242 pp. (The 1991 Clarendon Lectures in Economics.) Spanish translation, El Consumo, Madrid, 1995. Chinese Translation, 2003.
- The Analysis of Household Surveys: A Microeconometric Approach to Development Policy, Baltimore, Johns Hopkins University Press for the World Bank, 1997. (479 pp.)
- The Great Indian Poverty Debate edited by Angus Deaton and Valerie Kozel, New Delhi : Macmillian India Ltd., 2005.
- La grande fuga.Salute, ricchezza e origini della disuguaglianza,  ed. orig 2013, trad. dall’inglese di Paola Palminiello, pp. 381, Il Mulino, Bologna, 2015-